# Joan Collins
Dame Joan Henrietta Collins DBE (sinh ngày 23/5/1933) là nữ diễn viên, tác giả người Anh Quốc. Bà từng vào vai Evie Gallant trong mùa thứ tám của sê-ri Truyện kinh dị Mỹ.

## Thời thơ ấu
Collins sinh ra ở Paddington, Luân Đôn, và lớn lên ở Maida Vale, con gái của Elsa Collins (nhũ danh Bessant), một giáo viên múa và nữ tiếp viên câu lạc bộ đêm, và Joseph William Collins (mất năm 1988), một đại lý  có khách hàng sau này bao gồm Shirley Bassey, the Beatles, và Tom Jones. Cha cô, một người gốc Nam Phi, là người Do Thái, và mẹ người Anh của cô là Anh giáo. Cô có hai anh chị em nhỏ hơn, Jackie (1937–2015), một tiểu thuyết gia, và Bill, một đặc vụ bất động sản. Cô được đào tạo tại trường Francis Holland, một trường độc lập cho các cô gái ở Luân Đôn  và sau đó được đào tạo tại Học viện Nghệ thuật Sân khấu Hoàng gia.